# Milagros Martín
Milagros Martín (Madrid, 23 de agosto de 1959) es una cantante lírica española de zarzuela, con tesitura de soprano, más conocida por representar el papel protagonista de Ascensión en La del manojo de rosas durante más de 20 años en la producción de Emilio Sagi. Considerada una de las últimas grandes musas del género, al que ha dedicado prácticamente en exclusiva su carrera artística, destaca por su elevado nivel interpretativo, habiendo participado en las más emblemáticas producciones del género desde su debut en 1984 en el Teatro de la Zarzuela como Amina en El dúo de la africana dirigida por José Luis Alonso.